# 奇特拉爾人
奇特拉爾人是一個居住在達迪斯坦的印度-雅利安人民族。他們所操的語言科瓦語為屬於印度-雅利安语支中的達爾德語支。今日，許多奇特拉爾人居住在巴基斯坦的吉德拉尔县、吉泽尔县以及吉尔吉特-巴尔蒂斯坦等地區。